# Lithophane debrunneata
Lithophane debrunneata là một loài bướm đêm trong họ Noctuidae.